# Lista de instituições de ensino superior do Pará

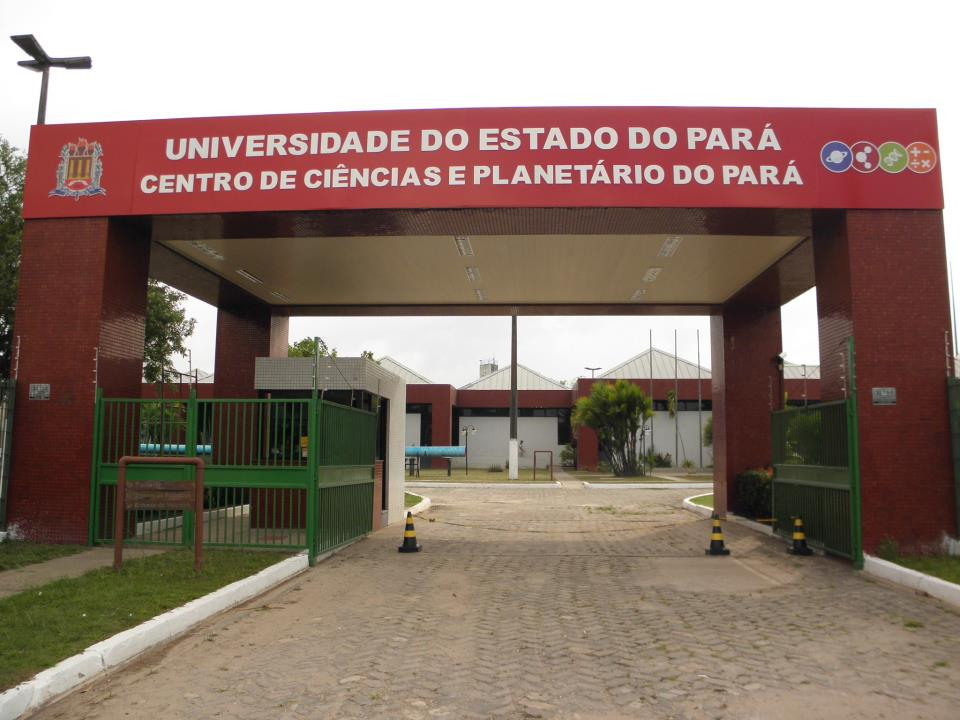
Entrada do Centro de Ciências e Planetário do Pará vinculado à Universidade do Estado do Pará (UEPA).

Esta é uma lista de instituições de ensino superior do estado brasileiro do Pará. O critério de inclusão abrange aquelas instituições com registro no Ministério da Educação (MEC), segundo dados do sistema e-MEC em 2019, e localizadas no Pará.

## Lista

### Públicas
| Sigla     | Instituição                                                 | Município (Sede) | Organização acadêmica                               | Categoria        |
| --------- | ----------------------------------------------------------- | ---------------- | --------------------------------------------------- | ---------------- |
| UFPA      | Universidade Federal do Pará                                | Belém            | Universidade                                        | Pública Federal  |
| UEPA      | Universidade do Estado do Pará                              | Belém            | Universidade                                        | Pública Estadual |
| UFRA      | Universidade Federal Rural da Amazônia                      | Belém            | Universidade                                        | Pública Federal  |
| IFPA      | Instituto Federal de Educação, Ciência e Tecnologia do Pará | Belém            | Instituto Federal de Educação, Ciência e Tecnologia | Pública Federal  |
| UFOPA     | Universidade Federal do Oeste do Pará                       | Santarém         | Universidade                                        | Pública Federal  |
| UNIFESSPA | Universidade Federal do Sul e Sudeste do Pará               | Marabá           | Universidade                                        | Pública Federal  |

### Privadas
| Sigla           | Instituição                                                    | Município (Sede)    | Organização acadêmica | Categoria                   |
| --------------- | -------------------------------------------------------------- | ------------------- | --------------------- | --------------------------- |
| UNAMA           | Universidade da Amazônia                                       | Belém               | Universidade          | Privada com fins lucrativos |
| CESUPA          | Centro Universitário do Estado do Pará                         | Belém               | Centro Universitário  | Privada sem fins lucrativos |
| UNIESAMAZ       | Centro Universitário da Amazônia                               | Belém               | Centro Universitário  | Privada com fins lucrativos |
| FIBRA           | Centro Universitário Fibra                                     | Belém               | Centro Universitário  | Privada com fins lucrativos |
| UNINASSAU       | Centro Universitário Maurício de Nassau                        | Belém               | Centro Universitário  | Privada com fins lucrativos |
| UNIFAMAZ        | Centro Universitário Metropolitano da Amazônia                 | Belém               | Centro Universitário  | Privada com fins lucrativos |
| FCC             | Faculdade Conhecimento & Ciência                               | Belém               | Faculdade             | Privada com fins lucrativos |
| Cosmopolita     | Faculdade Cosmopolita                                          | Belém               | Faculdade             | Privada com fins lucrativos |
| FABEL           | Faculdade de Belém                                             | Belém               | Faculdade             | Privada com fins lucrativos |
| FEAPA           | Faculdade de Estudos Avançados do Pará                         | Belém               | Faculdade             | Privada com fins lucrativos |
| Estácio Belém   | Faculdade Estácio de Belém - Estácio Belém                     | Belém               | Faculdade             | Privada com fins lucrativos |
| Estácio FAP     | Faculdade Estácio do Pará - Estácio FAP                        | Belém               | Faculdade             | Privada com fins lucrativos |
| Faci Wyden      | Faculdade Ideal Wyden                                          | Belém               | Faculdade             | Privada com fins lucrativos |
| FINAMA          | Faculdade Integrada da Amazônia                                | Belém               | Faculdade             | Privada com fins lucrativos |
| FINAMA          | Faculdade Integrada de Advocacia da Amazônia                   | Belém               | Faculdade             | Privada com fins lucrativos |
| ESTRATEGO       | Faculdade Estratego                                            | Belém               | Faculdade             | Privada com fins lucrativos |
| FIAMA           | Faculdade Intercultural da Amazônia                            | Belém               | Faculdade             | Privada com fins lucrativos |
| FAPAN           | Faculdade Pan Amazônica                                        | Belém               | Faculdade             | Privada com fins lucrativos |
| FAPEN           | Faculdade Paraense de Ensino                                   | Belém               | Faculdade             | Privada com fins lucrativos |
| FATEBE          | Faculdade Teológica Batista Equatorial                         | Belém               | Faculdade             | Privada sem fins lucrativos |
| ESAMAC          | Escola Superior Madre Celeste                                  | Ananindeua          | Faculdade             | Privada com fins lucrativos |
| FACBEL          | Faculdade Católica de Belém                                    | Ananindeua          | Faculdade             | Privada sem fins lucrativos |
| FAAM            | Faculdade da Amazônia                                          | Ananindeua          | Faculdade             | Privada com fins lucrativos |
| -               | Faculdade Estácio de Ananindeua                                | Ananindeua          | Faculdade             | Privada com fins lucrativos |
| UNAMA           | Centro Universitário da Amazônia                               | Santarém            | Centro Universitário  | Privada com fins lucrativos |
| CEULS           | Centro Universitário Luterano de Santarém                      | Santarém            | Centro Universitário  | Privada sem fins lucrativos |
| FAMETRO         | Faculdade Metropolitana do Pará                                | Santarém            | Faculdade             | Privada com fins lucrativos |
| IESPES          | Instituto Esperança de Ensino Superior                         | Santarém            | Faculdade             | Privada sem fins lucrativos |
| -               | Centro Universitário Anhanguera Marabá                         | Marabá              | Centro Universitário  | Privada com fins lucrativos |
| -               | Faculdade Anhanguera de Marabá                                 | Marabá              | Faculdade             | Privada com fins lucrativos |
| FACIMPA         | Faculdade de Ciências Médicas de Marabá                        | Marabá              | Faculdade             | Privada com fins lucrativos |
| FACIMAB         | Faculdade de Ciências Sociais Aplicadas de Marabá              | Marabá              | Faculdade             | Privada com fins lucrativos |
| Carajás         | Faculdade dos Carajás                                          | Marabá              | Faculdade             | Privada com fins lucrativos |
| UNINORTE Marabá | Faculdade UNINORTE Marabá                                      | Marabá              | Faculdade             | Privada com fins lucrativos |
| ESAMAZ          | Escola Superior da Amazônia de Abaetetuba                      | Abaetetuba          | Faculdade             | Privada com fins lucrativos |
| FCAB            | Faculdade Católica de Abaetetuba                               | Abaetetuba          | Faculdade             | Privada sem fins lucrativos |
| FAM             | Faculdade de Educação e Tecnologia da Amazônia                 | Abaetetuba          | Faculdade             | Privada com fins lucrativos |
| FAETE           | Faculdade de Educação e Tecnologia do Pará                     | Abaetetuba          | Faculdade             | Privada sem fins lucrativos |
| ITPAC ABAETÉ    | Faculdade ITPAC Abaetetuba                                     | Abaetetuba          | Faculdade             | Privada com fins lucrativos |
| -               | Centro de Ensino Superior de Altamira                          | Altamira            | Faculdade             | Privada com fins lucrativos |
| FACX            | Faculdade de Ciências Humanas e Sociais do Xingu e Altamira    | Altamira            | Faculdade             | Privada sem fins lucrativos |
| -               | Faculdade de Ciências Jurídicas de Altamira                    | Altamira            | Faculdade             | Privada com fins lucrativos |
| -               | Faculdade de Direito Serra Dourada                             | Altamira            | Faculdade             | Privada com fins lucrativos |
| -               | Faculdade Pitágoras de Altamira                                | Altamira            | Faculdade             | Privada com fins lucrativos |
| -               | Faculdade Serra Dourada                                        | Altamira            | Faculdade             | Privada com fins lucrativos |
| -               | Faculdade Uninorte Altamira                                    | Altamira            | Faculdade             | Privada com fins lucrativos |
| -               | Instituto Serra Dourada                                        | Altamira            | Faculdade             | Privada com fins lucrativos |
| -               | Faculdade Uninorte Barcarena                                   | Barcarena           | Faculdade             | Privada com fins lucrativos |
| Estácio FCAT    | Faculdade Estácio de Castanhal                                 | Castanhal           | Faculdade             | Privada com fins lucrativos |
| Estácio FMEC    | Faculdade de Medicina Estácio de Castanhal                     | Castanhal           | Faculdade             | Privada com fins lucrativos |
| Unopar FAMAC    | Faculdade Unopar Unidade Castanhal                             | Castanhal           | Faculdade             | Privada com fins lucrativos |
| FAI             | Faculdade de Itaituba                                          | Itaituba            | Faculdade             | Privada com fins lucrativos |
| FAT             | Faculdade do Tapajós                                           | Itaituba            | Faculdade             | Privada sem fins lucrativos |
| FAMAP           | Faculdade Master do Pará                                       | Xinguara            | Faculdade             | Privada com fins lucrativos |
| FESAR           | Faculdade de Ensino Superior da Amazônia Reunida               | Redenção            | Faculdade             | Privada com fins lucrativos |
| FAV             | Faculdade do Vale                                              | Redenção            | Faculdade             | Privada com fins lucrativos |
| FIC             | Faculdade Integrada Carajás                                    | Redenção            | Faculdade             | Privada com fins lucrativos |
| -               | Faculdade Anhanguera de Parauapebas                            | Parauapebas         | Faculdade             | Privada com fins lucrativos |
| -               | Faculdade Anhanguera Unidade de Parauapebas                    | Parauapebas         | Faculdade             | Privada com fins lucrativos |
| FAMAP           | Faculdade Master de Parauapebas                                | Parauapebas         | Faculdade             | Privada com fins lucrativos |
| FADESA          | Faculdade Para o Desenvolvimento Sustentável da Amazônia       | Parauapebas         | Faculdade             | Privada com fins lucrativos |
| FVC             | Faculdade Vale dos Carajás                                     | Parauapebas         | Faculdade             | Privada com fins lucrativos |
| FPA             | Faculdade PAN Americana                                        | Capanema            | Faculdade             | Privada sem fins lucrativos |
| FABRA           | Faculdade de Bragança                                          | Bragança            | Faculdade             | Privada com fins lucrativos |
| ITPAC Bragança  | Faculdade ITPAC Bragança                                       | Bragança            | Faculdade             | Privada com fins lucrativos |
| FAMMA           | Faculdade Metropolitana do Marajó                              | Breves              | Faculdade             | Privada com fins lucrativos |
| FAAMA           | Faculdade Adventista da Amazônia                               | Benevides           | Faculdade             | Privada sem fins lucrativos |
| FPP             | Faculdade Anhanguera de Paragominas                            | Paragominas         | Faculdade             | Privada com fins lucrativos |
| -               | Faculdade Anhanguera Unidade Paragominas                       | Paragominas         | Faculdade             | Privada com fins lucrativos |
| FACESP          | Faculdade de Educação Superior de Paragominas                  | Paragominas         | Faculdade             | Privada com fins lucrativos |
| -               | Faculdade Ágape de São Félix                                   | São Félix do Xingu  | Faculdade             | Privada com fins lucrativos |
| FCCSPA          | Faculdade Católica Cavanis do Sudoeste do Pará                 | Novo Progresso      | Faculdade             | Privada sem fins lucrativos |
| FACEEL          | Faculdade de Educação Eliã                                     | Tailândia           | Faculdade             | Privada com fins lucrativos |
| UNINORTE        | Faculdade Uninorte Tailândia                                   | Tailândia           | Faculdade             | Privada com fins lucrativos |
| -               | Faculdade de Ciências Jurídicas de Tucuruí                     | Tucuruí             | Faculdade             | Privada com fins lucrativos |
| FATEFIG         | Faculdade de Tecnologia, Filosofia e Ciências Humanas Gamaliel | Tucurui             | Faculdade             | Privada com fins lucrativos |
| -               | Faculdade Pitágoras de Tucuruí                                 | Tucuruí             | Faculdade             | Privada com fins lucrativos |
| FATUC           | Faculdade Tucuruí                                              | Tucuruí             | Faculdade             | Privada com fins lucrativos |
| FAMAP           | Faculdade Master do Pará - FAMAP Tucumã                        | Tucumã              | Faculdade             | Privada com fins lucrativos |
| -               | Faculdade Miriense                                             | Igarapé-Miri        | Faculdade             | Privada com fins lucrativos |
| FACBRAS         | Faculdade Unibrás do Pará                                      | Ourilândia do Norte | Faculdade             | Privada sem fins lucrativos |